# Eleasar
Eleasar (hebräisch אֶלְעָזָר, nicht zu verwechseln mit dem Sohn des Mose und der Zippora, Elieser) wird, als dritter der vier Söhne des Aaron, erstmals im Buch Exodus (2. Buch Mose 6,23) erwähnt. Er gehörte zum Stamm Levi. Sein Vater Aaron, der Bruder des Propheten Mose, heiratete Elischeba, welche aus dem Geschlecht Juda stammte. Seine zwei älteren Brüder mussten sterben, als sie Gott in der Stiftshütte „ein fremdes Feuer“ opferten (Levitikus (3. Buch Mose) 10,1). Als sein Vater Aaron, der bisherige Hoherpriester auf dem Berg Hor gestorben war, bekam Eleasar das Hoherpriesteramt (Numeri (4. Buch Mose) 20,28) durch Moses übertragen, um den Dienst in der Mischkan (Stiftshütte) auszuüben. Moses bat ihn, die Kleider Aarons anzuziehen.
Später bestimmt Eleasar zusammen mit Josua, dem direkten Nachfolger Moses, die Aufteilung des gelobten Landes Kanaan auf die Stämme Israels (4. Buch Mose 34,17).
Nach Ex 6,25  war er mit der Tochter Putiëls verheiratet. Sein Sohn Pinhas wurde sein Nachfolger als Hoherpriester.